# Nemotelus lasiops
Nemotelus lasiops är en tvåvingeart som beskrevs av Friedrich Hermann Loew 1846. Nemotelus lasiops ingår i släktet Nemotelus och familjen vapenflugor. Inga underarter finns listade i Catalogue of Life.